# Włado Iliewski
Włado Iliewski (ur. 19 stycznia 1980 w Strumicy) – macedoński koszykarz, występujący na pozycji rozgrywającego.
W 1999 wystąpił w meczu wschodzących gwiazd – Nike Hoop Summit.

## Kariera zawodowa
W trakcie swojej kariery Iliewski grał dla Nemetali Ogražden, KK Partizan, Antbirlik Antalya, Barcelona Bàsquet, Lottomatica Roma, VidiVici Bolonia, Montepaschi Siena, Tau Ceramica, KK Union Olimpija, Anadolu Efes i Lokomotivu Kuban.
28 września 2012 podpisał roczny kontrakt z chorwackim zespołem Cedevita Zagreb. 12 listopada 2013 podpisał kontrakt z klubem CEZ Nymburk z Czech. 7 listopada 2014 podpisał kontrakt z Ciboną Zagrzeb. 10 lipca 2015, podpisał kontrakt z włoskim klubem Orlandina Basket. 7 września 2016 podpisał kontrakt z Rabotnički.
9 czerwca 2017 ogłosił zakończenie kariery.

## Reprezentacja
Był członkiem narodowej reprezentacji koszykarskiej Macedonii. Odegrał kluczową rolę w EuroBaskecie 2011. Oddał strzał na wagę zwycięstwa w ćwierćfinałowym meczu przeciwko Litwie.